# 다테 무라야스

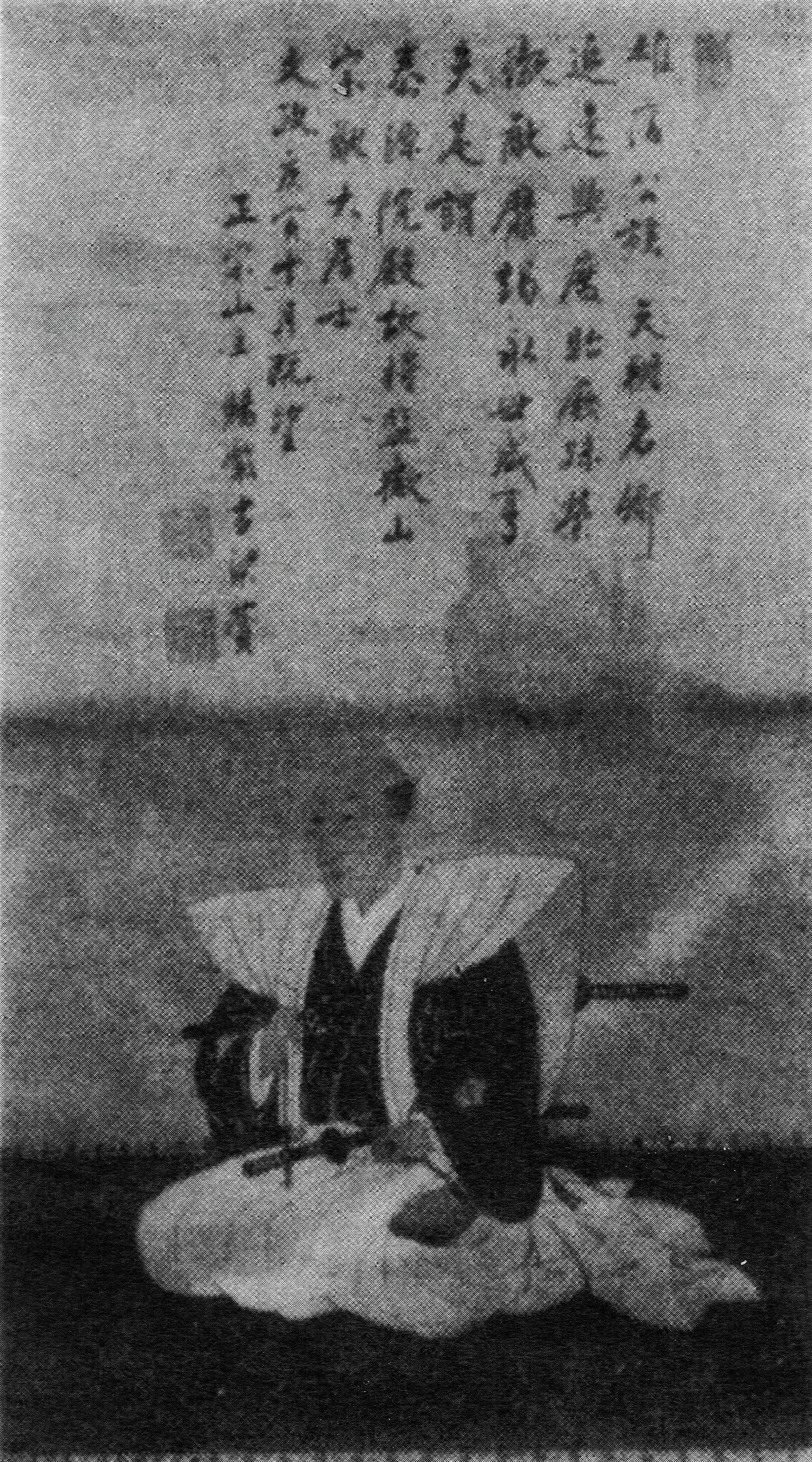
다테 무라토미

다테 무라야스(일본어: 伊達村福, 1775년 ~ 1830년)는 미즈사와 다테 가문의 10대 당주이다.
8대 당주 다테 무라노리의 둘째 아들로 태어났다. 9대 당주인 형 무라요시가 후사 없이 사망하자 그 뒤를 이었다. 맏아들 다이지로(大治郎)가 7세 나이로 사망했기 때문에, 사후 당주 자리는 둘째 아들 무네히라에게 돌아갔다.